# Bengt Holmström

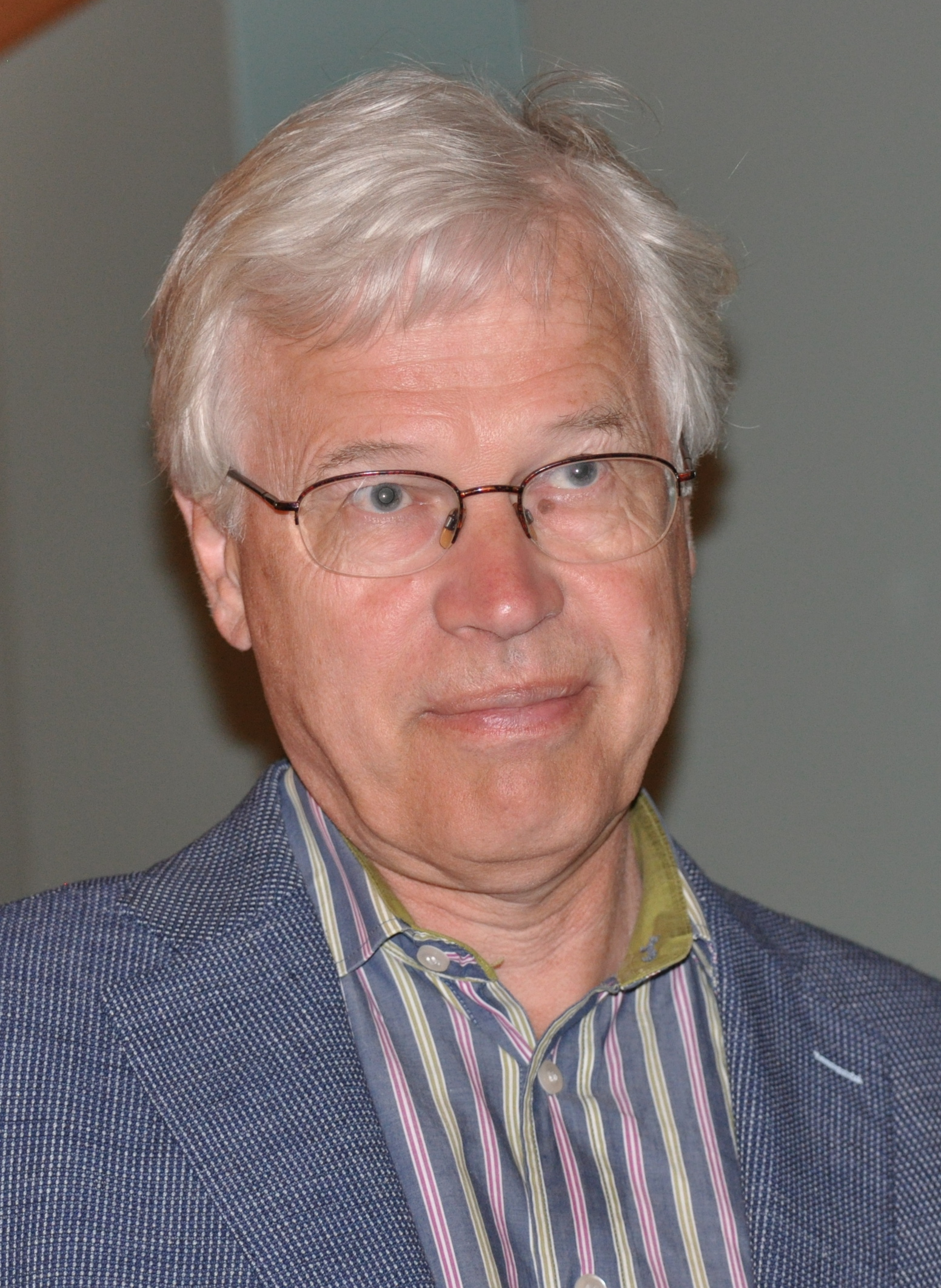
Bengt Holmström (2013)

Bengt Robert Holmström (* 18. April 1949 in Helsinki) ist ein finnischer Wirtschaftswissenschaftler und Professor am Massachusetts Institute of Technology. 2016 erhielt er zusammen mit Oliver Hart den Alfred-Nobel-Gedächtnispreis für Wirtschaftswissenschaften für „Beiträge zur Vertragstheorie“.

## Leben
Der Finnlandschwede Bengt Holmström schloss seine Universitätsausbildung mit den Fächern Mathematik, Physik und Statistik 1972 mit einem Bachelor of Science an der Universität Helsinki ab. Daran schloss er ein Operations-Research-Studium an der Stanford University an, wo er 1975 den Master of Science erwarb. Er blieb danach für drei weitere Jahre an der Universität und erhielt hier seinen Ph.D. Anschließend ging Holmström für ein Jahr als Dozent an die Hanken Schwedische Handelshochschule. 1979 kehrte er in die USA zurück, wo er an der Northwestern University zuerst als Dozent und ab 1980 als außerordentlicher Professor Betriebswirtschaft lehrte. 1983 verließ er die Northwestern University und ging an die Yale-Universität als Professor für Volkswirtschaft und Organisation. 1997 wurde er Professor für Volkswirtschaft am Massachusetts Institute of Technology.
Neben seinen Anstellungsverhältnissen als ordentlicher Professor nahm Bengt Holmström mehrere Gastprofessuren wahr. So etwa 1985 bis 1986 an der Universität Stanford, 1991 bis 1992 an der Handelshochschule Helsinki, 1996 bis 1999 an der Handelshochschule Stockholm, 1999 an der Universität Helsinki und im Herbst 2006 an der Universität Chicago. 
Holmström war von 1999 bis 2012 Vorstandsmitglied von Nokia und ist bis heute Mitglied im Vorstand der Aalto-Universität.
Holmström ist verheiratet mit Anneli, geborene Kuusakoski, und hat mit ihr einen Sohn Sam, geb. 1974.

## Wissenschaftliche Arbeit
Holmström trug mit seinen Forschungsergebnissen dazu bei, einerseits in der wissenschaftlichen Gemeinschaft, aber auch in der wirtschaftlichen Praxis ein besseres Verständnis für die Verhaltenstreiber in Arbeitsverträgen, insbesondere bei Verträgen des Top-Managements, zu schaffen.
Paul Milgrom und John Roberts (1992) identifizieren in ihrem Buch „Economics, Organization and Management“ vier Prinzipien der Vertragsgestaltung (1. Informativeness Principle, 2. Incentive-Intensity Principe, 3. Monitoring-Intensity Principle, 4. Equal Compensation Principle). 
Das Prinzip der „Informativeness“ wurde durch Hölmström entwickelt und in seiner Arbeit Moral Hazard and Observability 1979 publiziert. Es kommt zur Anwendung, wenn zwischen Arbeitgebern (Prinzipal) und Arbeitnehmern (Agenten) nicht derselbe Informationsstand über zukünftige mögliche Leistungspotentiale vorherrscht. Dieses Prinzip besagt im Wesentlichen, dass in Arbeitsverträgen mit variabler Vergütung für Mitarbeiter und Manager alle Leistungsindikatoren berücksichtigt werden sollten, die zusätzliche Information über das tatsächlich erzielte Leistungsniveau des Mitarbeiters oder des Managers beinhalten. Das Prinzip besagt aber auch, dass in der variablen Vergütung nur Leistungsindikatoren verwendet werden sollen, die Informationen beinhalten, die durch den Mitarbeiter oder das Top-Management beeinflussbar sind.
Holmström legte mit diesen Erkenntnissen die theoretische Basis für die Anwendung der relativen Leistungsindikation im Top-Management von Unternehmen. Diese besagt, dass das Top-Management im Rahmen seiner variablen Vergütung mit einem langfristigen, relativen Leistungsindikator beanreizt sein sollte. Die Verwendung eines relativen Leistungsindikators stellt einerseits für das Top-Management des Unternehmens sicher, dass diese im Rahmen der variablen Vergütung nicht durch Ereignisse bestraft werden, auf die es im Rahmen ihrer vertraglichen Tätigkeit keinen Einfluss hatte (Wechselkursschwankungen, Geldpolitik der Notenbank, Rezessionen etc.). Andererseits stellt es für die Aktionäre des Unternehmens sicher, dass das Top-Management im Rahmen der variablen Vergütung nicht durch Ereignisse belohnt wird, auf die es im Rahmen ihrer vertraglich festgelegten Tätigkeit keinen Einfluss hatte (Wechselkursschwankungen, Geldpolitik der Notenbank, Hochkonjunktur etc.). Holmström konnte in seiner Arbeit zeigen, dass die Verwendung relativer Leistungsindikatoren für das Top-Management einerseits zu einer Verringerung des Vergütungsrisikos führt, andererseits „informativere“ Leistungsindikatoren zu besseren kurz- und langfristigen Managements-Entscheidungen führen. Ernst Fehr entwickelte auf Basis der theoretischen Erkenntnisse über die relative Leistungsindikation von Holmström den Market Adjusted Performance Indicator (MAPI), der eine praktische Implementierung des Konzepts der Leistungsvergütung in der Managementvergütung von Unternehmen erlauben soll.
In dem nach ihm benannten Holmström-Modell befasst er sich mit der Hidden-Action-Problematik des Arbeitseinsatzes von Arbeitnehmern. Ein besonderes Problem bilden hierbei die „marginalen Kosten der Arbeitsanstrengung“.

## Auszeichnungen
- 2016 Alfred-Nobel-Gedächtnispreis für Wirtschaftswissenschaften
- Ehrendoktorwürden: Universität Vaasa (1988), Handelshochschule Stockholm (1998), Schwedische Handelshochschule (2004).[1]

## Mitgliedschaften
- 1982 Beta Gamma Sigma[1]
- 1983 Fellow der Econometric Society[11]
- 1993 American Academy of Arts and Sciences[1]
- 2001 Auslandsmitglied der Königlich Schwedischen Akademie der Wissenschaften[1]
- 2005 Auslandsmitglied der Königlich Schwedischen Akademie der Ingenieurwissenschaften[1]
- 2007 Auslandsmitglied der Finnischen Akademie der Wissenschaften[1]